# Arsfenamina

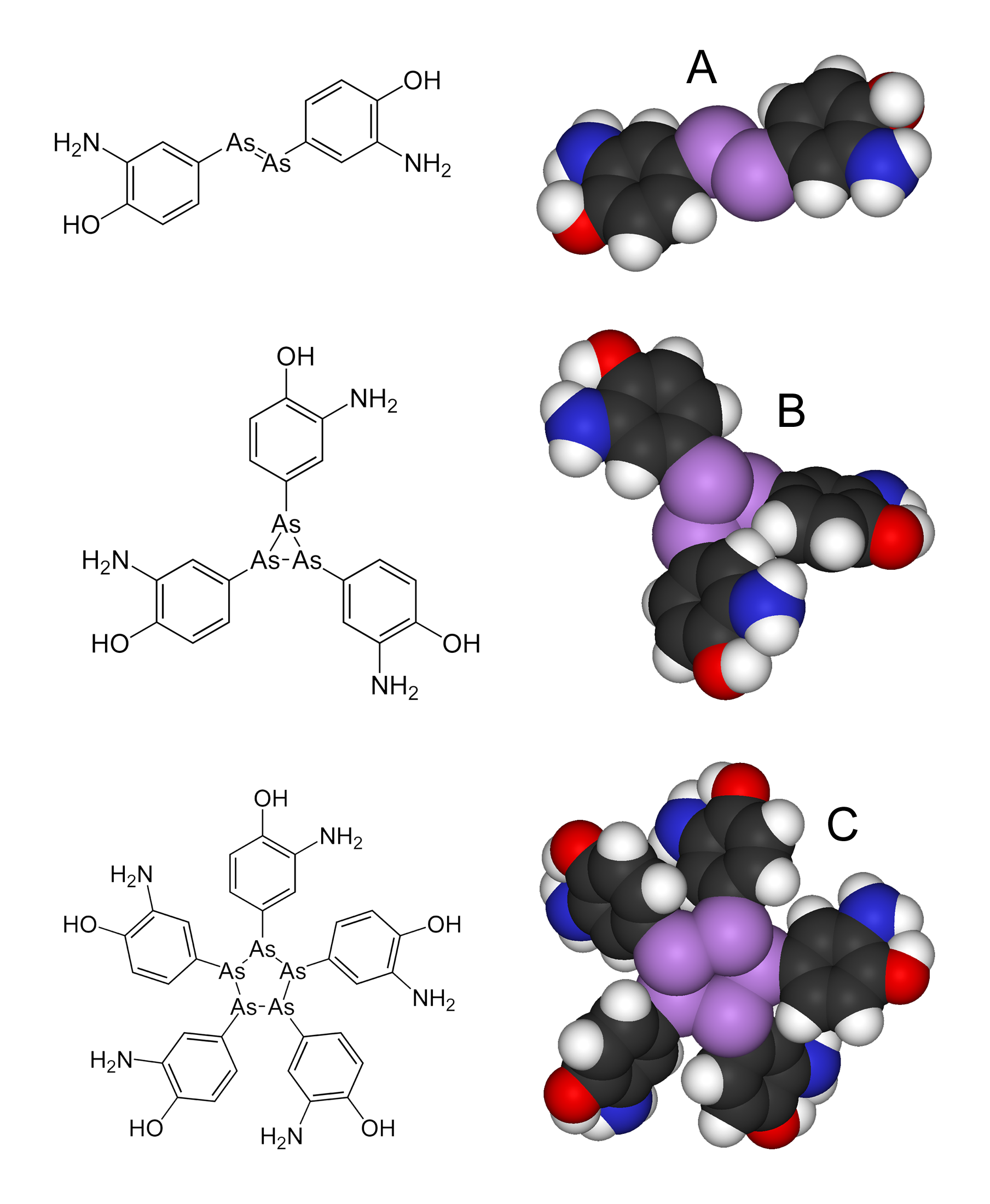
Estrutura molecular da arsfenamina (salvarsan).
A: estrutura adotada por Ehrlich, semelhante à do azobenzeno
B e C: estruturas adotadas após estudos espectrais de massa publicados por Lloyd (2005), i.e. uma estrutura mista do trímero B com o pentâmero C.

A Arsfenamina foi comercializada sob a marca Salvarsan em 1910. Também é conhecida como 606, por ser a ordem do teste desse composto sintético.
Foi um dos primeiros medicamentos que curou uma doença infecciosa que causava uma grande mortalidade; foi a bala mágica, do bacteriólogo alemão Paul Ehrlich.
Esse médico alemão acreditava que era possível obter um composto químico que pudesse curar especificamente a sífilis sem prejudicar o paciente. Convencido que o arsénico era a chave de cura da sífilis, uma doença venérea, Ehrlich sintetizou centenas de compostos à base de  arsénico. Mais tarde injetou diferentes dosagens desses compostos em coelhos previamente infectados com a bactéria da sífilis. Alguns dos 605 compostos testados mostraram certos sinais promissores, mas muitos coelhos morriam. Em 1910, fabricou e testou o composto 606, a arsfenamina, que restaurava totalmente os coelhos infectados.
Este composto sintético pareceu ser eficaz, curando a doença sem ser tóxico ao paciente. Graças a esse descobrimento foi concedido a ele o Prêmio Nobel em 1908. Hoje em dia já não se utiliza mais salvarsan para tratar a sífilis, pois foi substituída por um produto bem mais efetivo, o antibiótico penicilina.
Sua estrutura era a seguinte até 2005, quando os investigadores determinaram que a estrutura era um composto de um trímero cíclico e um pentâmero.

A doses altas, a arsfenamina pode ser tóxica, dado que contém arsénico (ver intoxicação por arsénico).